# Chiridota
Chiridota is een geslacht van zeekomkommers, en het typegeslacht van de familie Chiridotidae. De naam komt in de literatuur ook wel voor als "Chirodota".

## Soorten
- Chiridota albatrossii Edwards, 1907
- Chiridota aponocrita A.H. Clark, 1920
- Chiridota carnleyensis Mortensen, 1925
- Chiridota conceptacula Cherbonnier, 1963
- Chiridota discolor Eschscholtz, 1829
- Chiridota durbanensis Thandar, 1997
- Chiridota exuga Cherbonnier, 1986
- Chiridota fernandensis Ludwig, 1898
- Chiridota ferruginea (Verrill, 1882)
- Chiridota gigas Dendy & Hindle, 1907
- Chiridota hawaiiensis Fisher, 1907
- Chiridota heheva Pawson & Vance, 2004
- Chiridota hydrothermica Smirnov & Gebruk, 2000
- Chiridota ingens Joshua, 1914
- Chiridota intermedia Bedford, 1899
- Chiridota kermadeca O'Loughlin & VandenSpiegel, 2012
- Chiridota laevis (O. Fabricius, 1780)
- Chiridota marenzelleri Perrier R., 1904
- Chiridota nanaimensis Heding, 1928
- Chiridota nigra Mortensen, 1925
- Chiridota ochotensis Savel'eva, 1941
- Chiridota orientalis Smirnov, 1981
- Chiridota pacifica Heding, 1928
- Chiridota peloria Deichmann, 1930
- Chiridota pisanii Ludwig, 1887
- Chiridota regalis H.L. Clark, 1908
- Chiridota rigida Semper, 1867
- Chiridota rotifera (Pourtalès, 1851)
- Chiridota smirnovi Massin, 1996
- Chiridota stuhlmanni Lampert, 1896
- Chiridota tauiensis Savel'eva, 1941
- Chiridota uniserialis Fisher, 1907
- Chiridota violacea (J. Müller, 1849)